# 出雲市立光中学校
出雲市立光中学校（いずもしりつ ひかりちゅうがっこう）は、かつて島根県出雲市奥宇賀町にあった公立中学校。

## 沿革
- 1950年（昭和25年）4月1日 - 西田中学校・北浜中学校・鰐淵中学校を統合、西田村外二村組合立光中学校（西田村・北浜村・鰐淵村）を設立。
- 1951年（昭和26年）4月1日 - 平田町北浜村組合立光中学校に改称。
- 1955年（昭和30年）1月1日 - 平田市立光中学校に改称。
- 2005年（平成17年）3月22日 - 出雲市立光中学校に改称。
- 2014年 (平成26年) 3月28日 - 平田中学校との統合に伴い閉校。

## 部活動
- 野球部
- バレーボール部
- 卓球部
- 剣道部
- 吹奏楽部